# محافظة دالابا
دلابا هي محافظة غينية تقع في إقليم مامو. عاصمتها هي دالابا. تبلغ مساحة المحافظة 4400 كيلومتر مربع ويقدر عدد سكانها بـ 155،000 نسمة.

## المحافظات الفرعية
تنقسم المحافظة إدارياً إلى 10 محافظات فرعية :
1. دلابا مركز
2. بودي
3. ديتين
4. كالا
5. كنكالابي
6. كبالي
7. كوبا
8. مفارا
9. ميتي
10. مومبيه